# Järsnäs landskommun
Järsnäs landskommun var en tidigare kommun i Jönköpings län.

## Administrativ historik
När 1862 års kommunalförordningar trädde i kraft den 1 januari 1863 inrättades i Sverige cirka 2 400 landskommuner samt 89 städer och ett mindre antal köpingar. Då inrättades i Järsnäs socken i Tveta härad i Småland denna kommun. 
Vid den riksomfattande kommunreformen 1952, då antalet kommuner minskade från 2 498 till 1037, uppgick denna landskommun i den nybildade storkommunen Lekeryds landskommun som senare 1971 uppgick i Jönköpings kommun.

## Politik

### Mandatfördelning i Järsnäs landskommun 1938-1946
| 7 | 3 | 6 |

| 15 |

| 1 | 1 | 8 | 2 | 4 |

| 16 |

| 1 | 8 | 5 | 2 |

| 16 |